# Ocasovský vrch
Ocasovský vrch (487 m n. m.) je vrch na okraji okresu Česká Lípa Libereckého kraje, ležící v členité oblasti asi 2 km jihozápadně od města Osečná, na katastrálním území vsi Náhlov.

## Popis vrchu
Je to vrch ve tvaru nesouměrného kužele s příkrými severními a mírnými jižními svahy, tvořený křemennými pískovci. Severovýchodním směrem navazuje další pískovcový kopec, Lázeňský vrch (481 m). Mezi nimi, v orientaci JV–SZ, prochází čedičovitá žíla, která na sz. konci vytvořila blízký Kavčí kopec (427 m). Vrch je zalesněný převážně jehličnatými porosty.

## Geomorfologické zařazení
Vrch náleží do celku Ralská pahorkatina, podcelku Zákupská pahorkatina, okrsku Kotelská vrchovina, podokrsku Děvínská pahorkatina a Holičské části, jejíž je to nejvyšší vrchol.

## Přístup
Automobilem se dá nejblíže dopravit na parkoviště u silnice do bývalých Holiček nebo do osady Podvrší u Lázní Kundratice. Z osady vede severně od Ocasovského vrchu červená turistická značka k vrchu Děvín. Z obou míst se dá po několika lesních cestách vystoupat na vrchol.